# São Gonçalo do Abaeté
São Gonçalo do Abaeté este un oraș în Minas Gerais (MG), Brazilia.